# 高知県の文学史
高知県の文学史（こうちけんのぶんがくし）では、高知県における文学の歴史、すなわち高知の人々、あるいは高知を訪れた人々の手になる文学作品を通史的に解説する。

## 上古 - 中世前期
上代より鎌倉時代に至る間、文献にあらわれる高知の文学はきわめて少ない。そしてその希少な作品も、多くは高知の外から訪れた人々によってつくられたものが記録にとどめられたものであって、高知の人々がつくったものではない。鎌倉時代以前の高知の文学については、その全貌をうかがいうる資料が伝わらないため、詳細は不明としか言いようがない。
奈良時代の文人で高知を訪れた人としては石上乙麻呂（? - 750年）を挙げることができる。乙麻呂は藤原宇合の妻久米連若売と姦通したかどをもって、天平11年（739年）土佐に流された。『万葉集』巻六には「石上乙麻呂卿の土佐の国に配（はなた）えし時の歌」（長歌、反歌各1首）が見え、『懐風藻』には土佐で詠じた漢詩4首を掲げる。このほか、土佐にあったときの詩をまとめた『銜悲藻』2巻があったと伝えるが、湮滅して今に伝わらない。
奈良時代の終わりごろ、空海（弘法大師）もまた高知を訪れ、室戸岬において修行を重ねたことが、その著『三教指帰』に「阿国大瀧岳にのぼりよぢ土州室戸崎に勤念す」と見える。延暦 12年（793年）、20歳のときのことである。真偽不詳ながら、このとき空海が詠んだ和歌「法性の室戸といえど我が住めば有為の浪風よせぬ日ぞなき」（詞書「土佐国室戸といふ所にて」）が『新勅撰和歌集』巻十に収められている。また、後代の御遺告、大師伝などでは、このとき空海は口の中に明星が飛びこむという神秘体験を経験したとされる。
平安時代には、紀貫之（866年? - 945年?）が土佐国司として赴任し（930年）、『土佐日記』（935年ごろ）を著した。同書には、高知から帰途につく貫之や家族の和歌を多く収めるほか、池（現高知市）に住む「よき人の男につきて下りて住みける」（身分のある女房で、男の赴任にともなって高知に下り、住みついている人）が詠み送った「浅茅生の野辺にしあれば水もなき池に摘みつる若菜なりけり」という歌が見える（1月7日条）。この歌の作者は高知に生まれた人ではないが、この地に長らく住まいし、「水もなき池」など高知の地名をうまく読みこんでいる点において、郷土文学のさきがけと言える。このほか、『土佐日記』には船頭たちの歌う歌謡も記録されており、これも当時の高知でつくられたものである可能性がある。また、同書中にあらわれる数多くの地名は、後代、高知の国学者によってくわしく考証が行われ、文芸にも大きな影響を与えた。
鎌倉時代には承久の乱によって土御門上皇（1442年 - 1500年）が土佐に配流された。上皇は父後鳥羽院の風を受けついで和歌をよくし、藤原定家や藤原家隆ら新古今歌人と雅交を結んだことで知られる。家集『土御門院御集』はほぼ年次順の配列となっているが、その後半にはあきらかに土佐在住のあいだに詠まれた作品が見られ、「散りつもる紅葉に橋はうづもれて跡絶えはつる秋の故郷」（『続後撰和歌集』）のように勅撰集も含まれる。また、正和5年（1316年）には、京極派の指導者であった歌人京極為兼が土佐に流されているが、土佐在住中の文事については記録が残っていない。

## 中世後期（南北朝時代以降）
高知の人々の手になる文学作品が文献の上に本格的にあらわれるようになるのは、南北朝時代以降のことである。この時期の土佐文学は禅僧による漢詩文、いわゆる五山文学に大きな比重がある。初期には五台山の吸江庵を中心として、中央（京都）の影響を受けながら発展し、後期にはそれが各地に広がりをみせるようになる。戦国時代に入ると、連歌や軍記など和文による作品も徐々に登場するようにはなるが、残存する作品の量からいえば、漢詩文がその主流を占めることは明らかである。
高知に五山文学の息吹が伝えられたのは、文保2年（1318年）に夢窓疎石（1275年 - 1351年）が来高したのがきっかけであった。夢窓は世俗の煩いを逃れ、修行の地を求めて、遠く土佐に至り、五台山のふもと吸江湾のほとりに吸江庵という庵を結んだ。彼が高知に住まいしたのは、翌年元応元年（1319年）までの1年あまりに過ぎなかったが、当時の禅林のなかでもことに詩文をよくした夢窓の存在は、高知内外の文壇に大きな影響を及ぼした。特に、当地の名勝10箇所を選び、詩を賦した「吸江十景」（玄夫（武）島、潮音洞、白鷺洲、呑海亭、泊船岸、雨華巌、粋適庵、磨甎堂、独鈷水、見国嶺）は、後代高知の文人によって繰りかえし詠われる好題材となった。
この夢窓の弟子として活躍したのが、義堂周信（1325年 - 1388年）、絶海中津（1336年 - 1405年）の2人である。2人はともに高岡郡津野の出身で、詩文に長じ、五山文学を代表する禅僧として知られる。義堂ははじめ夢窓、のちに龍山徳見に師事し、空華道人と号して多くの詩文を残した。別集を『空華集』という。疏（特に禅寺の儀礼に用いられる文章）をよくし、華麗な修辞と親しみやすい作風が特徴である。京都五山の住持を歴任したほか、文和元年（1352年）、延文3年（1358年）に吸江庵に入っている。絶海ははじめ夢窓、のちに龍山に師事し、一時、義堂にも侍した。応安元年（1363年）、入明し、太祖朱元璋に謁して「応制賦三山」詩を捧げたという逸話がよく知られている。別集を『蕉堅稿』といい、明詩の影響のもと、深い禅境を詠った詩は五山文学のなかでも特に高く評価される。年次不詳ながら、絶海も吸江庵に入ったことがあきらかである。
吸江庵には、義堂、絶海以下、夢窓の遺風を慕う中央の禅僧たちが足繁く訪れ、五山文学は高知各地へと伝播していった。吸江庵に入った禅僧のなかでは、愕隠慧カツ（高知の出身ではない）が絶海の別集『蕉堅稿』を編纂し、吸江庵滞在中の詩を『南游稿』としてまとめている。また旭岑瑞杲は高岡郡津野の人で（後述津野之高の子）、義堂、絶海の後輩にあたる。応永年間における吸江文壇の活況ははなはだしく、ときに文事の交流が修業の妨げになるほどであったらしく、寺内の静粛を守るために愕隠らが「吸江庵法式」という法度を定めたほどであった。
当時の地方文壇としては、高岡郡津野、幡多郡中村、吾川郡弘岡が挙げられる。津野は義堂、絶海以来、領主津野氏に文雅を尊ぶ気風があったが、歴代の中でも特に津野之高（1418年 - 1480年、号「哦松」）が名高い。17歳で足利義教に謁した折、見事な漢詩をつくったという逸話で知られる。中村は、一条教房以来土佐一条氏の領するところで、碩学一条兼良を祖とする同家には、その古典学が伝えられた。弘岡は、源希義の後胤吉良氏の領地であるが、歴代のなかでも吉良宣経（1514年 - 1551年）が学問を好み、周防の南村梅軒を招いて朱子学を講ぜしめた。いわゆる南学はここに濫觴するものである。また、宣経の従兄弟にあたる吉良宣義も詩文をよくした。
吉良氏はのちに長宗我部元親によって滅亡に追いこまれるが、好学の伝統は真西堂如淵（生没年未詳、吉良宣義の甥と伝えるが異説あり）に受けつがれる。真西堂は京都妙心寺に学び、のちに帰高し、儒学を高じたが、天正年間、吉良氏の事跡を軍記『吉良物語』にまとめた。同書は、物語性を持つ文学作品として高知文学史上もっとも古いものであり、後代、大高坂芝山が評語を加えるなど、ひろく愛読された作品であった。儒教的な倫理観によって登場人物を評するところに特徴があり、南学の影響とともに、近世実録への接近がうかがえる。
長宗我部氏の興隆とともに、長岡郡岡豊にも、長宗我部家中を中心とした文壇が築かれるようになる。元親は真西堂や忍性（吸江庵住僧）を招いて儒学を講ぜしむるほか、蜷川道標（伝不詳、連歌七賢の一人智蘊の係累か）について連歌をしばしば興行した。家中にも、細川常胡、十市宗桃、久礼田定祐など、和歌、連歌に長じた者が多かった。また『土佐物語』などには比江山上野という武士が詠んだ狂歌が引かれており、当時名を取った作者であったらしい。長宗我部信親の戦死にともなう相続問題で、忍性、吉良親実ら儒学に通じた人々が退けられるという不幸もあったが、本拠地を浦戸城に移して後も、長浜の禅僧天質らが南学の学統を受けついだ。天質の門下からは谷時中らが輩出し、次代の学問、文学を担うことになる。

## 近世前期（17世紀半ばまで）
近世前期（16世紀 - 17世紀半ば）における土佐文学の中心は谷時中、谷秦山らによる南学（朱子学）の発展にあった。文学の主流を占めるのは依然として漢文学である。ただし室町時代における儒学、漢詩文の担い手が主に禅僧であったのに対して、この時期には専門の儒者が活躍するようになる。学問の内容も儒禅兼修から儒学独修へと変化する（一部神道を交える）ことは、あたかも京都、江戸の文壇において、儒学の担い手が五山僧から林羅山らに推移するのと軌を一にする。他方、和文においては、軍記（実録）と俳諧に見るべきものがある。

### 南学の大成
谷時中（1598年 - 1649年、号「鈍斎」「鈍翁」）は、天質の弟子である。もと真乗寺の僧であったが、経書の研究に熱中し、還俗して朱子学者となった。文集6巻、語録4巻を著したと伝えるが、散逸して伝わらない。今、その学術、思想の細部を知るに由ない所以である。性豪邁でみずから貴しとなし、権門を恐れなかったという。また、理財に才があり、巨富を築いたことでも知られ、あるときには田地300石を売りはらってことごとく書籍を求めたという。当時、時中の文庫は土佐有数の規模を誇った。門下に野中兼山、山崎闇斎、小倉三省が出て、その学はいよいよ隆盛を極めた。
野中兼山（1615年 - 1663年、名「良継」）は播磨国姫路の人。時中に学んだ。土佐藩に仕えていた親類の養子となり、寛永8年（1631年）、奉行職に就く。産業振興、港湾の改修など藩政の改革を断行し、朱子学の学風をひろめるに功あったが、そのあまりに峻厳な施政のため、次第に人心を失い、寛文3年（1663年）、職を追われ蟄居した。『朱子語類』『小学』の訳解をつくり、『自省録』『兼山遺草』などの著作をものした。みずからが改修した室戸港竣工の折の文章『土佐国室戸港記』（1661年）がその代表的な文。また書籍の収集にも熱心で、その書庫は兼山文庫と呼ばれる。
小倉三省（1604年 - 1654年、名「克」、字「政義」）は土佐の人。谷時中に学び、その学を時中の子一斎に伝えた。温厚仁慈にして長者の風格があり、庶士にひろく慕われた。兼山とともに藩政に参画したが、父の死後、絶食してその跡を追うたため、兼山の失脚を見ることはなかった。著書に『周易大伝研幾』。
山崎闇斎（1618年 - 1682年、名「嘉」、字「敬義」）は京都の人。若くして出家し、吸江庵に巡杖して谷時中に師事。南学の感化を受け、還俗して儒者となる。京に戻って学塾をひらき、のち木下家定、保科正之らの聘を受けた。その学は朱子学に吉川神道の伝を交え、独自の国粋的（日本的）儒学を形成したもので、闇斎の別号「垂加先生」から垂加神道とも称される。その門からは佐藤直方、浅見絅斎ら近世初期のすぐれた朱子学者を輩出し、後代土佐にも闇斎の学統を慕う文人が多かった。著作に『垂加先生文集』正続があるが、高知に関係する文学的作品としては、長岡郡本山帰全山の美景を描いた『帰全山記』が有名。
兼山、三省、闇斎を経て、時中の学統は谷一斎、大高坂芝山、黒岩慈庵らに引きつがれるが、彼らも兼山の失脚と時を同じくして退けられ、土佐藩を去ったため、一時南学の伝統は土佐に途絶えることになった。谷一斎（1625年～1695年、名「松」、字「宜貞」）は時中の子。父の没後、小倉三省に師事し、さらに京で山崎闇斎に学んだ。兼山の失脚後、京へ逃れ、やがて江戸に出て稲葉氏に仕えた。著作に『封事』。
大高坂芝山（1647年 - 1713年、名「清介」、字「季明」）。一斎の弟子で、兼山失脚後、江戸へ出て松山久松家などに仕えた。『吉良物語』に評を加えたほか、『南学伝』『南学遺訓』によって南学の歴史と教えを大成した。別集に『芝山会稿』。ここに収める「北江記」（1662年）は吸江十景を詠ったものである。また、妻いさ（阿波の人）も文名があり、『女訓唐錦』という訓戒書をつくっている。 
黒岩慈庵（1627年 - 1705年、名「寿」）は安芸郡安芸の人。兼山、闇斎に師事するが、兼山失脚後、江戸へ出、黒田氏に仕える。慈庵は文学的作品に優れたものが多く、藩主山内忠義に従って高岡郡鳴無宮に参詣した折の『鳴無紀行』（1663年）、友人と吸江に遊んだ折の『吸江遊覧詩並序』（1665年）、いずれもその文名を高からしめた。

### 南学の復権
兼山の失脚後、土佐藩では伊藤仁斎の義弟緒方宗哲（1646年 - 1723年）を招き、学風を一新した。この当時、仁斎の門下、土佐の人陶山南濤（?～1766年）があって『水滸伝』を研究するなど、古義学は高知にひろい影響を与えたらしい。宗哲は藩主山内豊房の命によって地書『土佐国州郡志』を撰した。
一時、古義学の風を受けた土佐の学問であったが、その後、谷秦山があらわれるに及んで、ふたたび南学（朱子学）の興隆を見ることになる。谷秦山（1663年 - 1718年、名「重遠」）は長岡郡岡豊の人。代々岡豊八幡宮の神職を勤める家に生まれた（同姓ではあるが谷時中との親類関係はない）。17歳にして京都に上り、はじめ山崎闇斎、ついで浅見絅斎に師事し、さらに土佐に戻って後、書簡によって渋川春海に天文、暦学、神道を学び、多彩な才能を発揮した。藩主山内豊房に登用され、藩士に講義を行うが、豊房死後の政変によって、晩年10年余に及ぶ蟄居を命じられる。その学風は闇斎を継承し、さらに徹底した日本中心主義をうたうもので、幕末の志士たちに大きな影響を与えた。子にあたる谷垣守が賀茂真淵の教えを受けたのも、このような谷家の学風を背景とうするものであって、決して故なしとはしない。著作ははなはだ多いが、特に高知に関するものとしては式内社を考証した『土佐国式社考』（1705年成立）があり、文学的なものとしては幡多郡に野中兼山の遺児を訪ねた折の『西遊紀行』や『吸江十景詩』（1703年）が知られる。和歌にもたしなみがあり『秦山詠草』（1735年編）が伝えられる。
秦山は歴史を好み、また郷土に対する関心も深かった。このような学風は門下にも受けつがれ、歴史書、地誌、各種の記録文学などがさかんに作られるようになった。門下の奥宮正明（1648年 - 1726年）は、宝永の大地震の惨禍を記録した『谷陵記』（1707年ごろ）、史料集『土佐国蠧簡集』（1726年）、長宗我部地検帳を整理した『秦士録』などを著した。代官という職業を生かした地誌的な著述に特色がある。また、秦山の弟子宮地静軒の学を受けた植木惺斎（1686年 - 1774年）は『土佐国水土私考』『土佐国淵岳志』などの地誌のほか、家中、庶民の家門の浮沈を書きとどめた『陸沈奇談』（1751年）を記している。このほか秦山門下の著作としては、沢田弘列『万変記』、斎藤実純『明君遺事』、安養寺禾麿『土佐幽考』、入江正雄『詒謀記事』がある。また、やや秦山周辺の人物として、大原富枝の小説で知られる野中婉（1660年 - 1725年）がおり、女訓書的随筆『朧夜の月』をあらわしている。
秦山の跡を嗣いだのは、谷垣守（1698年 - 1752年）であった。家学によって儒学、神道を学んだほか、延享元年（1744年）には賀茂真淵に入門して和歌も修めた。高知における中央歌壇との交渉の嚆矢であり、垣守以降、谷家は土佐において国学、和歌の家として地歩を占めるようになる。著作には神道書『神代事蹟抄』のほか、人の鑑となるべき徳行を集めた『土佐国鏡草』（1734年）がある。また、奥宮正明『土佐国蠧簡集』の編纂に協力し、その拾遺を編んだほか、『秦山集』など父の著作をまとめることにも力を尽くした。
以上、南学の系譜に属する文人を取りあげたが、概して言えばこれらの人々は儒者としての意識がつよく、風流風雅の文を以て世に立つという考えかたはきわめて薄かった。したがって、その著作も多くは思想書、歴史書、記録類であって、文学性はかならずしも高くない。漢詩は盛んに作られたが、これもまた古文辞派や性霊派など近世後期の新しい文学潮流のなかでつくられた漢詩作品に比べれば、評価は低い。南学はあくまで経学の範囲にとどまって、近代的な意味での文学とはなり得なかったのである。

### 軍記作品
社会が安定を取りもどし、一方で戦国時代の記憶がさほど遠いものではなかった近世初頭、土佐では長宗我部氏の興亡に取材した数多くの軍記（近年の国文学研究では「近世実録」という名称が行われることもある）が制作された。
近世期の古い作品としては、長宗我部元親に仕えたという高島孫右衛門（正重）が、その三十三回忌につくったという『元親記』（1631年）があり、元親一代の事跡を述べて余すところがない。同じく元親に仕えた立石助兵衛（正賀）に、やや遅れて『長元記』（1659年）があるが、こちらは元親の事跡を一つ書きで列挙してゆくもので、『元親記』に比べ文学性は低い。さらにまとまった作品として、作者不詳『土佐軍記』（一名『四国軍記』）があり、元禄13年（1700年）に版本が行われるに至った。『四国軍記』は版行の際に書肆のつけた書名である。このほか、地誌を兼ねた書物として『土佐古城伝承記』（作者不明）がある。
これら一連の軍記作品中、質量ともにその白眉となすべきは吉田孝世『土佐物語』（1708年）であろう。本書は土佐一条氏の下向から長宗我部盛親の刑死までを描いた、土佐一国の戦国時代通史的軍記な軍記で、作者は長宗我部元親に仕えて勇名を馳せた吉田重俊5世の子孫である。戦国時代の高知については史料の不足する点も多く、『土佐物語』は歴史書としても重要な位置を占めるものである。
このほか、やや特殊な作品としては『おあむ物語』（正徳 - 享保の成立か）がある。これは、近江国の武将山田去暦の娘で、1601年（慶長6年）土佐に来住して歿した「おあん」という老女の戦場経験をまとめたもので、関ヶ原の戦いの折の大垣城籠城や脱出の様子が詳細に語られている。当時の戦場における女性の生活をうかがいうる好資料であり、谷崎潤一郎『武州公秘話』の種本となったことでも知られる。また口語資料としても一見の価値ある作品である。